# Jerome Biffle

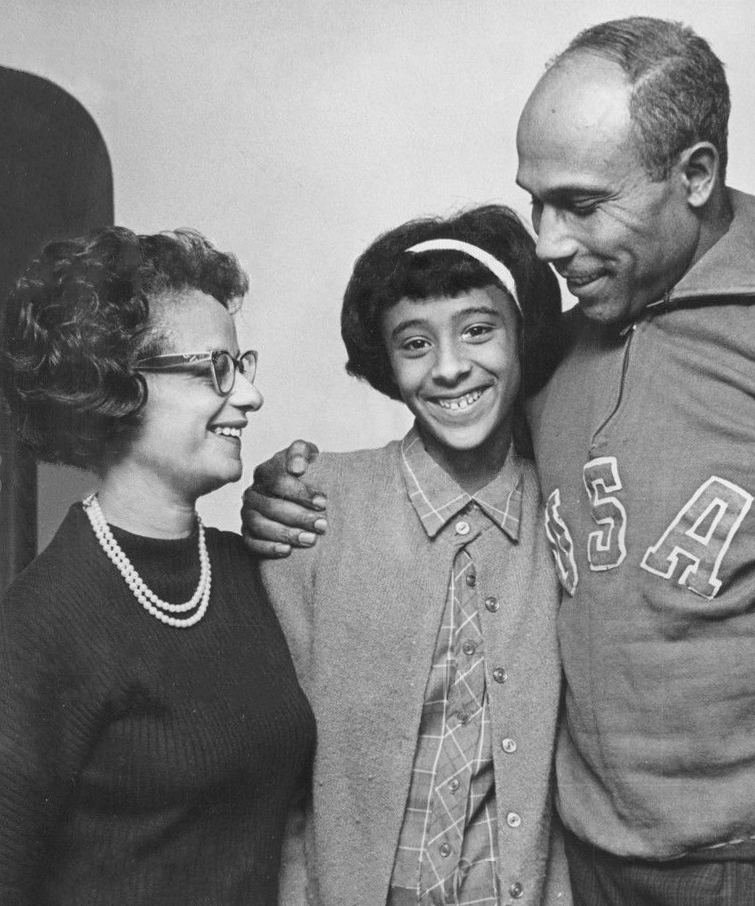
Biffle med hustru och dotter 1967.

Jerome Cousins Biffle, född den 20 mars 1928 i Denver i Colorado, död den 4 september 2002 i Denver i Colorado, var en amerikansk friidrottare som främst tävlade i längdhopp.
Biffle vann guld vid olympiska sommarspelen 1952 i Helsingfors.

## Uppväxt
Biffle växte upp i Denver där han under sin tid på high school inte bara ägnade sig åt friidrott utan även amerikansk fotboll. I friidrott var han duktig i kortdistanslöpning, höjdhopp och längdhopp.

## Karriär
Biffle studerade vid University of Denver och tävlade framgångsrikt för universitetets idrottsförening Denver Pioneers i flera olika friidrottsgrenar. Under 1950 var han obesegrad i längdhopp och däri ingick segern i de amerikanska collegemästerskapen. Efter den säsongen utsågs han till USA:s främsta amatörfriidrottare.
Biffle tog värvning i USA:s armé 1951 och tävlade det året bara i arméns interna tävlingar, men 1952 kom han, trots en skada under våren, först trea i de amerikanska mästerskapen och sedan tvåa i OS-uttagningarna inför OS i Helsingfors. Väl i OS slogs han med landsmannen Meredith Gourdine om guldet och tog hem segern med ett hopp på 7,57 meter i tredje omgången, fyra centimeter längre än Gourdines bästa hopp, som också kom i tredje omgången. Förhandsfavoriten George Brown, också från USA och rankad etta i världen, hade övertramp i alla sina tre hopp. Bronsmedaljör blev ungraren Ödön Földessy med 7,30 meter. Svensken Cacka Israelsson blev för övrigt sjua med 7,10 meter.
Biffle avslutade sin friidrottskarriär 1953.

## Efter karriären
Biffle arbetade under många år som lärare, studie- och yrkesvägledare och tränare i hemstaden Denver. Han arbetade på sin egen gamla high school i 30 år, från 1962 till 1992.

## Död
Biffle avled den 4 september 2002 i Denver, 74 år gammal. Dödsorsaken var lungfibros.

## Personliga rekord
- Längdhopp – 7,81 meter (1950)